# E. D. E. N. Southworth

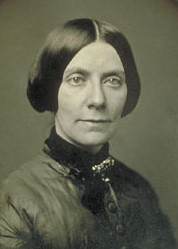
E. D. E. N. Southworth circa 1860.

Emma Dorothy Eliza Nevitte Southworth (26 de diciembre de 1819 - 30 de junio de 1899) fue una escritora estadounidense, autora de más de 60 novelas en la 2º mitad del siglo XIX. Tal vez es la autora más prolífica de su tiempo.

## Vida y carrera
E.D.E.N. Southworth se mudó a Wisconsin tras graduarse en Washington D. C.. Estudió en una escuela mantenida por su padrastro, Joshua L. Henshaw, y en 1840 se casó con el inventor Frederick H. Southworth, de Utica, Nueva York. En 1843 regresó a Washington D. C. sin su marido.
Empezó a escribir historias para mantener a sus hijos, tras ser abandonada por su marido en 1844. Su primera historia, "The Irish Refugee", se publicó en el Baltimore Saturday Visitor. 
Muchos de sus primeros trabajos aparecieron en el The National Era, un periódico que imprimía la Cabina del tío Tom (Uncle Tom's Cabin). La mayor parte de su trabajo apareció como cuento por entregas en el New York Ledger" de  Robert Bonner   que fue extensamente leído en la década de 1850 y 1860.
Como su amigaHarriet Beecher Stowe, apoyaba el cambio social por los derechos de la mujer, pero no era muy activa en ese sentido. Su primera novela, Retribution, un serial para el National Era, publicado como libro en 1846, fue muy bien recibido lo que la convirtió en contribuidora habitual de algunos periódicos, especialmente el New York Ledger. Vivió en Georgetown, hasta 1876, luego en Yonkers, Nueva York, y más tarde de nuevo en Georgetown, donde murió.
Su trabajo más conocido es The Hidden Hand. Que apareció primero como serial en el New York Ledger en 1859, y fue serializado dos veces más en (1868-69 y 1883) antes de su primera aparición como libro en 1888. La mayor parte de sus novelas tratan de los Estados Confederados durante la posguerra ( guerra civil americana]]. Escribió alrededor de sesenta; algunas de ellas han sido traducidas al alemán, al francés, al chino, y al castellano; en 1872 una edición de treinta y cinco volúmenes fue publicada en Filadelfia.